# Hipogeo de Hal Saflieni
El Hipogeo de Hal Saflieni es el único templo subterráneo prehistórico conocido; fue excavado hacia el 2500 a. C. Se considera que su primera función fue la de santuario y que ulteriormente, pero aún en tiempos prehistóricos, se convirtió en una necrópolis. Está situado en extremo del municipio de Paola, en el sureste de la isla de Malta. Fue declarado Patrimonio de la Humanidad por la Unesco en 1980.
El Hipogeo de Hal Saflieni fue descubierto por accidente, en 1902, durante las obras de construcción de unas cisternas. Las primeras excavaciones estuvieron dirigidas por el padre Manuel Magri, de la Compañía de Jesús. Tras la muerte de Magri en 1907, el arqueólogo Themistocles Zammit tomó el relevo. Entre 1992 y 1996 se realizaron trabajos de restauración.

## Estructura del hipogeo
El hipogeo está configurado en tres niveles:

### Primer nivel
Es muy similar a las tumbas de Xemxija, también en Malta. Se trata de la parte más antigua del hipogeo; se compone de varias cuevas naturales ampliadas artificialmente, a unos diez metros bajo el nivel del suelo.

### Segundo nivel
En este nivel el trabajo de la piedra es más refinado. Entre las salas destacan la Principal, la del Oráculo, y el Sancta Sanctorum.

#### La Sala Principal

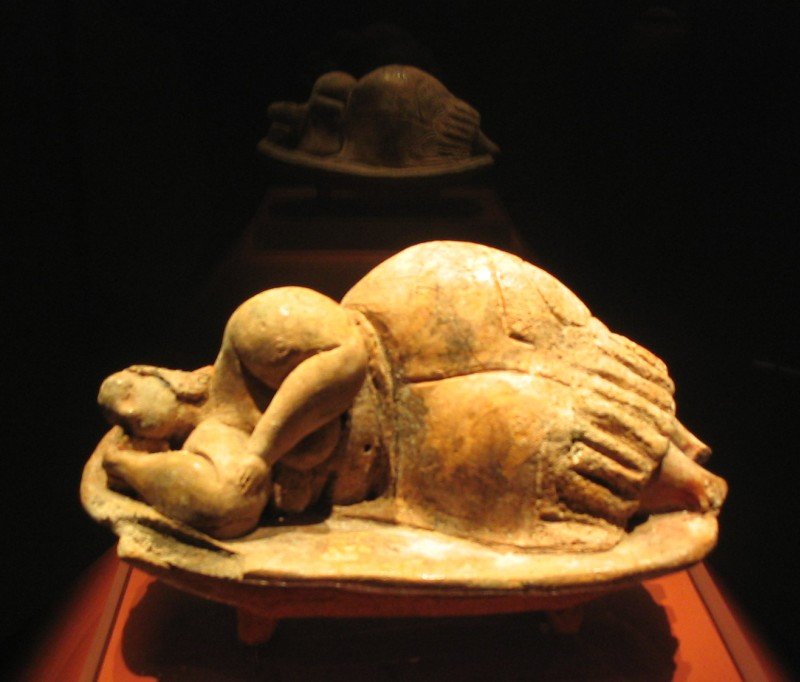
La durmiente, Museo Arqueológico, La Valleta, Malta.

Esta sala circular está excavada en la roca. Tiene varias entradas en forma de trilito; algunas son ciegas y otras conducen a diferentes salas. El color predominante es el ocre rojo. En esta sala se encontraron las estatuillas de la durmiente, que se conservan en el Museo Arqueológico de La Valleta.

#### La Sala del Oráculo
La Sala del Oráculo tiene forma aproximadamente rectangular. Es una de las más pequeñas y se caracteriza por producir un fuerte eco solo con las voces masculinas. El techo está decorado con espirales y círculos de ocre rojo.

#### La Sala Decorada
Es una espaciosa sala circular de paredes lisas e inclinadas, profusamente decoradas con dibujos geométricos. A la derecha de la entrada hay una mano excavada en la roca.

#### El Pozo de las Serpientes
Es un pozo de dos metros de profundidad que se usó para guardar serpientes o para recolectar limosnas.

#### El Sancta Sanctorum

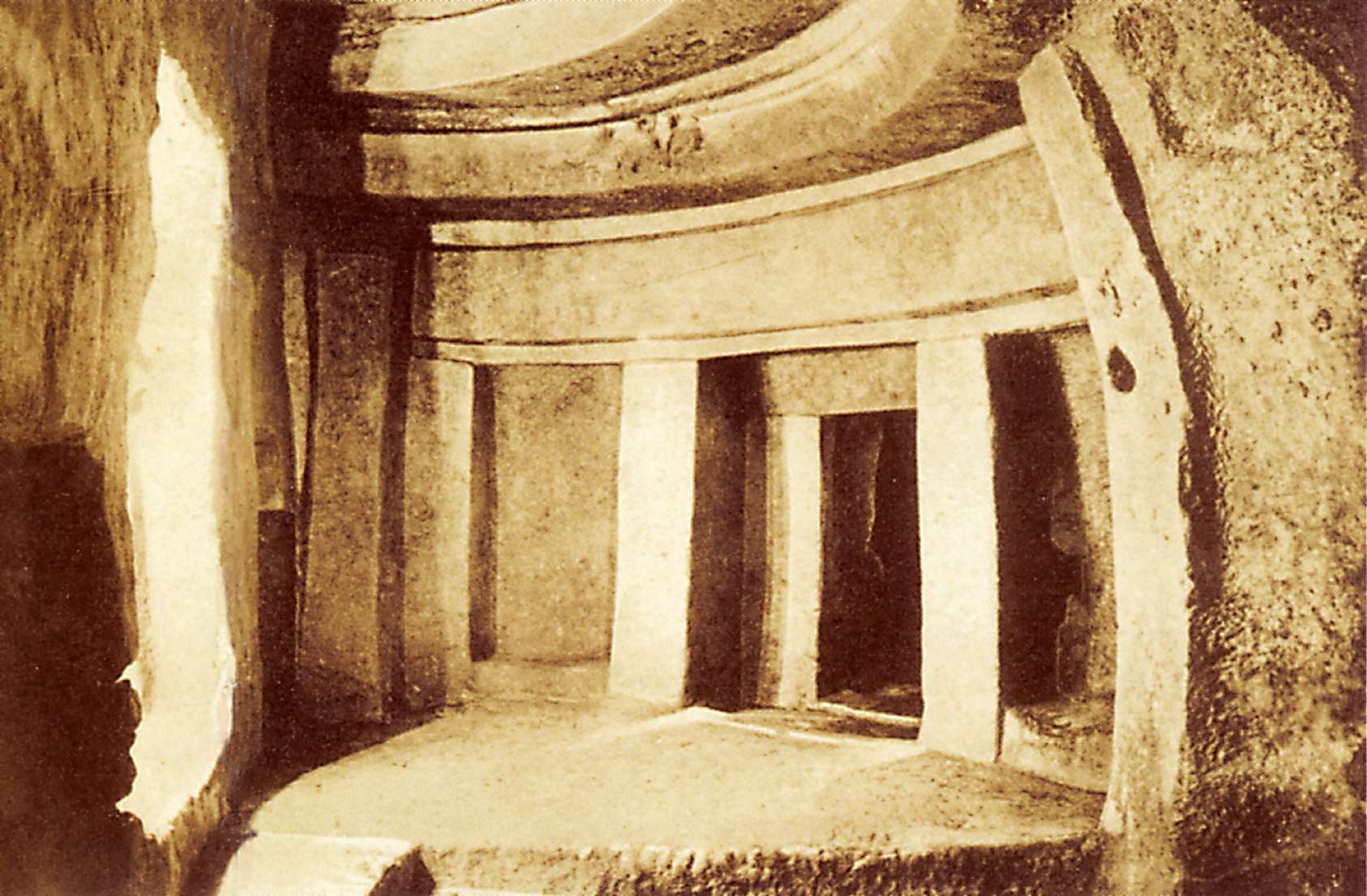
Sancta.

Se caracteriza por una entrada enmarcada por tres trilitones encajados unos en otros.

### Tercer nivel
El nivel inferior era probablemente un almacén de grano.[cita requerida]

## Turismo
La oficina encargada del patrimonio maltés ha restringido el acceso al hipogeo a 80 personas al día, por lo que se recomienda reservar con antelación. Es aconsejable hacerlo por lo menos 5 semanas antes, sobre todo en alta temporada.